# Karasuk
Karasuk (rusky Карасук) je město v Novosibirské oblasti v Ruské federaci. Při sčítání lidu v roce 2010 měl přes osmadvacet tisíc obyvatel.

## Poloha
Karasuk leží v jihovýchodní části Západosibiřské roviny na řece Karasuku. Od Novosibirsku, správního střediska celé oblasti, je vzdálen přibližně 380 kilometrů západně.

## Dějiny
Karasuk byl založen v roce 1750 a pojmenován podle řeky, na které leží. Městem je od roku 1954.